# Triple play
Сервіс Triple play в телекомунікаціях — маркетинговий термін, що означає одночасне постачання двох широкосмугових послуг (доступу до високошвидкісного інтернету і цифрового телебачення) і однієї вузькосмугової (телефону), через єдину лінію широкосмугового зв'язку.
Triple play означає бізнес-модель комбінованого постачання, але не метод вирішення технічних проблем або загальний стандарт.

## Вступ
Сьогодні світова телекомунікаційна галузь перебуває в стані грандіозної реконструкції, пов'язаної з конвергенцією інформаційних і телекомунікаційних технологій, з переосмисленням базових понять і моделей, зі зміною парадигми зв'язку. Спільною базою, спільним знаменником процесу зародження і розвитку нової системоутворюючої інфокомунікаційної галузі є утвердження сімейства IP-протоколів як єдиної технологічної платформи і мережі Інтернет як глобального комунікаційного середовища.
Не так давно у минулому кабельні оператори надавали послуги ТВ, а телефонні оператори — послуги телефонного зв'язку. Колись телефонні оператори побоювалися операторів мереж КТВ через можливе впровадження останніми послуг телефонії, тепер же телефоністи самі виходять на ринок ТВ-послуг. Сьогодні, використовуючи широкосмугову цифрову технологію, і ті, і інші пропонують комплекс сучасних телекомунікаційних сервісів — Triple Play. Як неважко зрозуміти із назви, в нього входить три види послуг: високошвидкісний Інтернет, інтернет-телефонія та інтернет-телебачення.
Впровадження Triple Play внесе кардинальні зміни, насамперед, в існуюче телебачення. По-перше, телебачення перейде у цифровий формат, звук та зображення будуть якіснішими; по-друге, ТВ перетвориться в інтерактивну послугу. Якщо дивіз сучасного телебачення «дивись, що дають», а глядач обмежується лише вибором каналу, то інтерактивне ТВ дозволяє вам самостійно вирішувати, яку передачу дивитися. Воно являє собою потокове відео, що передається ІР-протоколом. Таке телебачення звичайно позначається терміном IPTV — за назвою технології передачі.

## Основні види послуг Triple Play
Для того щоб вести розмову про впровадження рішень Triple Play, необхідно чітко представляти, які послуги будуть надаватися абоненту, адже від їхньої кількості та якості залежить ефективність упровадження кожної нової технології.

### Інтерактивний каталог послуг ISG (EPG, IPG)
Основний інструмент, що надає абонентам зручний інтерфейс для входу в систему, пошуку, вибору та замовлення із множини запропонованих контент-послуг потрібної. Використовуючи пульт дистанційного керування телевізійної приставки, абонент може здійснювати вибір ТВ-каналів і програм VoD, радіостанцій і музики, грати в ігри, листуватися з друзями в чаті, переглядати свою пошту та інтернет-сторінки. Користуючись функціями інтерактивного каталогу послуг, абоненти можуть налаштовувати його зовнішній вигляд, робити закладки для обраних послуг, отримувати нові пакети послуг і видаляти їх, перевіряти стан свого особистого рахунку й одержувати абонентський сервіс.

### Трансляція ТВ каналів і радіо
«Жива» трансляція телевізійних і радіоканалів (з якістю кабельних і супутникових мереж) кінцевим абонентам широкосмугових мереж на їхні телевізори або персональні комп'ютери. Вибір програм може робити за допомогою меню Інтерактивного каталогу послуг або за допомогою індивідуальної Програми передач каналу, виведеної на екрані телевізора. Оператори можуть створювати власні канали, вести змішану трансляцію з декількох каналів, комбінувати різні програми від місцевих і центральних каналів для збільшення інтересу абонентів до послуг. Оплата таких послуг здійснюється на основі щомісячної абонентської плати.

### Послуги платних ТВ програм (оплата-за-перегляд PPV і карусельне відео-за-запитом NVoD)
Дозволяють операторам надавати абонентам «преміум-контент» (що користується особливою популярністю), наприклад: нові фільми, спортивні події, розважальні програми. Використання послуги оплата-за-перегляд PPV забезпечує передачу такого контенту в попередньо заданий оператором час. Послуга карусельне відео-за-запитом NVoD є зручнішою для абонентів реалізацією PPV, що дозволяє транслювати платні ТВ програми сеансами, що проходять зі зміщенням через визначені інтервали часу (15, 30, 45, 60хв.). Абонент може вибирати найприйнятніший сеанс для перегляду програми. Для надання послуг PPV/NVoD можуть бути цілком призначені кілька каналів або виділені визначені тимчасові інтервали на каналах трансльованого ТВ. Технічна реалізація послуг PPV/NVoD така ж, як і для трансльованого ТВ, за винятком процесу тарифікації, тому що в даному випадку плата стягується при кожному одержанні доступу абонентів до контенту. Тариф на конкретний контент може визначатися як змістом контенту, так і часом його перегляду. Вибір абонентом контенту може вироблятися також за допомогою Інтерактивного каталогу послуг або за допомогою Програми платних ТВ програм, у яких зазначена вартість для кожної програми.

### Відео-за-запитом VoD (True VoD, DVDoD)
Дає можливість абонентам у будь-який час вибирати за допомогою Інтерактивного каталогу послуг, замовляти і переглядати відеоконтент, збережений на сервері провайдеру. Для зручності вибору і пошуку назви програм і фільмів класифікуються в каталозі за тематичними категоріями (наприклад: драма, бойовик, комедія і т. д.). Каталог дозволяє одержати докладний опис обраного контенту (наприклад: акторський склад, ім'я режисера, тривалість, рейтинг, короткий зміст, відгуки) і, крім цього, переглянути уривок або ролик обраного фільму, для того щоб визначитися з його придбанням. Відтворений VoD контент має якість і функціональність (наприклад: перемотування в будь-які сторони, прискорене перемотування, відтворення з довільної позиції або визначеної сцени, «пауза», зупинка, пропуск сцен тощо), що не поступається DVD плейєрам. Для даної послуги плата з абонента стягується за кожен перегляд відеоконтенту. Існує й інший різновид послуги VoD — сплачене відео-за-запитом SVoD, що дозволяє абонентам оплачувати в складі абонентської плати визначені на період перегляду (наприклад, за місяць) і попередньо замовлені пакети відеоконтенту.

### Послуга персональний відеомагнітофон (PVR)
Може здійснювати запис і збереження на сервері відеоконтенту для наступного, можливо, багаторазового, перегляду за бажанням абонента. Послуга PVR має всі можливості побутового відеомагнітофона (наприклад: безперервний запис; запис, спланований за часом; перемотування в будь-які сторони; прискорене перемотування; відтворення з довільної позиції або визначеної сцени; «пауза»; зупинка; пропуск сцен тощо). Можливі кілька варіантів організації цієї послуги, один з них sPVR, коли записуючі функції вбудовані в абонентську ТВ приставку. Інший варіант — мережевий персональний відеомагнітофон nPVR — організує віртуальний відеомагнітофон на сервері оператора для збереження обраного абонентом відеоконтенту. І, нарешті, найсучасніший варіант — інтелектуальний мережевий персональний відеомагнітофон InPVR, що має модуль персоналізованих послуг; поряд з функціями мережного відеомагнітофона він може вести облік переваг абонента і, ґрунтуючись на них, автоматично робити вибір і запис контенту. А при наявності ТВ приставки з убудованим відеомагнітофоном може перенаправляти для наступного збереження в ній попередньо записаний на nPVR контент, роблячи передачу в час найменшого навантаження мережі.

### Трансляція, зміщена у часі (Time Shifted TV)
Здійснює демонстрацію каналів/програм не в реальному часі, а з затримкою на визначений проміжок часу (1, 3, 12, 24,.. годин), роблячи попередній їхній запис і збереження у мережі.

### Аудіо-за-запитом AoD (MoD, Digital Jukebox)
Дозволяє абоненту завантажувати («за запитом», або як пакет послуг AoD) з мережевої бібліотеки аудіофайли необхідного формату на свої побутові пристрої, а також зберігати їх на мережевому сервері бібліотеки.

### Ігри (GoD)
Абоненти можуть грати в ігри на екрані телевізора за допомогою своїх пультів дистанційного керування. Один з різновидів ігор — гри з комп'ютером, коли другим гравцем виступає мережевий сервер або телевізійна приставка. Інший, цікавіший різновид — інтерактивні мережеві ігри, що дають абонентам можливість взаємодіяти і грати з іншими абонентами мережі. Ігрове меню наводить список абонентів у мережі, що бажають взяти участь у грі.

### Послуга миттєвих повідомлень (Chat)
Дозволяє абонентам обмінюватися текстовими повідомленнями з іншими абонентами, що знаходяться в інтерактивному режимі, використовуючи для цього екранну клавіатуру або пульт дистанційного керування. Користуючись аналогічними засобами, абоненти можуть також складати і відсилати короткі текстові повідомлення (ТВ SMS) на мобільні телефони зі своїх телевізорів.

### Телевізійна електронна пошта
Організовує доступ абонентів до своїх поштових скриньок, робить зручним перегляд своєї електронної пошти на екранах телевізорів. Абоненти можуть також складати і посилати e-mail за допомогою віртуальної клавіатури.

### Доступ до мережі Інтернет
Такий доступ з телевізора є дуже зручним і економічним засобом, особливо для абонентів, що не мають у своєму розпорядженні персонального комп'ютера. Однак надання даної послуги зіштовхується з одною технічною проблемою, пов'язаною з фундаментальною відмінністю формування зображення в телевізорах і персональних комп'ютерах. Тому рекомендується здійснювати доступ в Інтернет через спеціальний портал оператора, параметри якого оптимізовані під характеристики розширення і передачі кольору телевізора. Тарифікація доступу в Інтернет і послуг передачі даних здійснюється на основі обсягу переданого пакетного трафіку.

### Телевізійна реклама
Включає цілий ряд можливостей з отримання оператором додаткових прибутків, у тому числі і від рекламодавців, що хочуть просувати свою продукцію цільовій аудиторії. Насамперед, це вставка рекламних повідомлень у трансльований контент або рекламний рядок, що біжить, на екрані телевізора. Послуга адресної реклами дозволяє абонентам, не відходячи від дивана, виконувати пошук і придбання різних категорій товарів, одержувати про них докладну інформацію, фотографію або відеоролик. Крім того, розміщення логотипів оператора в Інтерактивному каталозі послуг і на інших сторінках сприяє підвищенню іміджу оператора.

### Телевізійна комерція (TV shopping)
Включає ТВ покупки, що дозволяє абонентам, не виходячи з будинку, замовляти різні товари у продавців, пов'язаних договором із провайдером послуг («магазин на дивані»).

### ТВ банк (TV banking)
Підтримує доступ абонента до персонального банківського рахунку.

### Інформація про погоду
Відображає на екрані телевізора інформацію про поточні погодні умови і прогноз на кілька наступних днів.

### Розширений спортивний контент
Забезпечує доступ абонента в реальному часі до статистичної інформації про гру, рахунок, команди, гравців, вид спорту. Крім того, абоненти мають можливість в онлайновому режимі брати участь у голосуванні (наприклад, вибір найкращого гравця, прогноз фінального рахунку тощо), переглядати його результати. Оператор за власним бажанням може нагороджувати переможців голосування. Додатково можна розміщати в спеціальному вікні рекламні повідомлення, або пропозиції про придбання товарів, пов'язаних грою (наприклад, футболки клубів, що беруть участь у грі, яка безпосередньо транслюється).

### Телевізійні лотереї і ставки
Дозволяють абонентам брати участь у різного типу лотереях, грати на гральних автоматах і здійснювати ставки на результати змагань, не виходячи з будинку.

### Новини і місцева інформація
Абоненти можуть мати доступ до останніх звісток, включаючи місцеву, а також довідкову інформацію: стан дорожнього руху, розклад вокзалів і аеропортів, програму театрів, кіно, клубів і ін. Дані послуги можуть надаватися як безкоштовно, так і включатися в щомісячну абонентську плату.

### Мережевий фотоальбом
Для централізованого збереження зображень абонента і спільного їхнього перегляду друзями і родичами. Крім того, ця послуга може використовуватися операторами для організації віртуальних виставок-продажів творів мистецтва.

### Додаткові інтерактивні інфопослуги
Можуть включати доступ до онлайнових аукціонів, проведення різних голосувань, щоденних гороскопів.

### Послуги IP телефонії
Включають як безпосереднє здійснення голосового зв'язку, так і цілий набір додаткових послуг, таких як інформація про телефонні виклики (на екрані ТВ відображаються дані про прийняті/пропущені/зроблені виклики), телефонна книга й автоматичний виклик номера, АВН, блокування викликів, переадресація виклику, очікування виклику, конференц-зв'язок тощо. Послуги IP-телефонії звичайно тарифікуються за часом викликів.

### Відеотелефонія і відеоконференцзв'язок
Дозволяють абонентам у процесі спілкування бачити іншого учасника телефонної розмови і проводити багатосторонні переговори за допомогою телевізора.

### Дистанційне навчання
Надає абоненту необмежені можливості з удосконалення власних знань шляхом доступу до множини навчальних курсів і підручників, а також безпосереднього спілкування з викладачем з використанням відеотелефонії.

### Дистанційне медичне обслуговування і телемедицина
Дозволяють лікарям дистанційно спостерігати за станом здоров'я важкохворих і особливих груп людей (наприклад, вагітних жінок, людей з обмеженими можливостями пересування) за допомогою спеціально сконструйованих медичних пристроїв, що підключаються до телеприставки. Ця послуга також допоможе користувачам мати прямий контакт зі своїми лікарями і дотримуватись спеціальних оздоровчих програм.

### Віддалений контроль за безпекою житла
Може здійснюватися абонентами зі своїх комп'ютерів або телевізорів для перевірки стану своєї власності або стану членів своєї родини (наприклад, контроль за маленькою дитиною) за допомогою Ethernet або USB камер і датчиків, що підключаються до комп'ютерів або телевізійних приставок. Віддалене керування побутовими приладами, під'єднаних до мережі через телевізійну приставку з використанням концепції «розумний будинок», може здійснюватися абонентом з будь-якого зручного місця.
Створення і наступне впровадження сучасних послуг — безперервний процес. Безсумнівно, у майбутньому з'являться інші послуги, що не ввійшли в цей список. Не тільки виробники обладнання, але і самі оператори можуть брати участь у їхньому створенні. Наповнення мережі різними широкосмуговими послугами залежить від різних аспектів, пов'язаних як із структурою мережі оператора і варіантами одержання контенту, так і з технічною реалізацією конкретного рішення Triple Play.

## Впровадження технології в Україні
Сьогодні на території нашої країни відомо про шість проектів, які можна умовно віднести до сфери Triple Play і IPTV. Три з них запущені в Одесі («Стрим», «Бриз» і «Норма Плюс»), три — у Києві (компанії «Укртелеком», «Воля» і «Голден Телеком»).
Компанія «Комстар-Україна» з 1 листопаду 2007 року ввела в тестову експлуатацію послугу IPTV у м. Одеса. Користувачам послуги надається можливість, за допомогою цифрової приставки переглядати більш 40 супутникових і ефірних ТВ-каналів. Технології IPTV дозволяють здійснювати телевізійне мовлення різної якості від стандартного до HDTV зі звуковим супроводом від монофонічного до Dolby Surround, з такими елементами DVB-сервісу, як EPG (Electronic Program Guide) — з інтерактивною програмою телепередач, сервісною інформацією й іншими послугами, що будуть доступні абонентам Комстар-Украина найближчим часом. У компанії вважають, що незаперечною перевагою для абонентом є можливість одержати комплекс послуг Triple Play (Інтернет, телебачення, телефонію) з одних рук.
Послуга IPTV надається під торговельною маркою «Стрим-тв». «Стрим-тв» — проект компанії «Комстар-Україна», дочірнього підприємства російського оператора зв'язку «Комстар — Объединённые Телесистемы». На відміну від російського проекту в Україні послуги «Стрим» надаються абоненту через індивідуальний волоконно-оптичний канал зв'язку. Приватному сегментові споживачів компанія пропонує послуги широкосмугового доступу в мережу Інтернет, IPTV, домашній кінотеатр, ігри, комплекс послуг Triple Play (на базі власної мультисервісної мережі NGN).
Представники багатьох провайдерів швидкісного Інтернету в Україні заявляють що вони вже почали досвідчену експлуатацію мережі Triple Play. Якщо перші досвіди закінчаться вдало, буде прийняте рішення про розгортання Triple Play по всій Україні.
Оператор «Голден Телеком» планує побудувати власну оптико-волоконну мережу в Києві і шести містах-мільйонниках, запропонувавши послуги Triple Play приблизно 42% усіх домогосподарств у 2008 році, і 65% домогосподарств — до 2010 року. Проектом передбачене проведення оптико-волоконного кабелю в багатоквартирні (не менш 100 квартир) будинки і надання кожному користувачеві каналу пропускною здатністю в 100 Мбіт/сек. У даний момент послуга вже діє в деяких районах Києва. На першому етапі компанія пропонує 3 тарифні плани на підключення до мережі Інтернет. До кінця I кварталу 2008 року «Голден Телеком» планує підключити 60% багатоповерхових будинків столиці, у яких проживає 1,1 млн чоловік (367 тис. домогосподарств). Також, у 2008 році компанія має намір запустити сервіс IPTV і телефонію.

## Quadruple play
Так званий quadruple play-сервіс, інтегрує в добавок сервіс мобільного зв'язку. Одним з варіантів реалізації є додавання до звичного режиму GSM-зв'язку мобільного телефону ще Wi-Fi-режиму. Таким чином знижується собівартість організації мобільного зв'язку в межах області дії Wi-Fi-передавача.